# Giovanni Domenico Mansi
Giovanni Domenico Mansi, italijanski teolog, pedagog, zgodovinar in nadškof, * 16. februar 1692, † 27. september 1769.